# Baleno (Masbate)
Baleno è una municipalità di quarta classe delle Filippine, situata nella Provincia di Masbate, nella Regione di Bicol.
Baleno è formata da 24 baranggay:
- Baao
- Banase
- Batuila
- Cagara
- Cagpandan
- Cancahorao
- Canjunday
- Docol
- Eastern Capsay
- Gabi
- Gangao
- Lagta

- Lahong Interior
- Lahong Proper
- Lipata
- Madangcalan
- Magdalena
- Manoboc
- Obongon Diot
- Poblacion
- Polot
- Potoson
- Sog-Ong
- Tinapian